# Princeton Engineering Anomalies Research
Das Princeton Engineering Anomalies Research (PEAR) Institut der Princeton University, New Jersey untersuchte mit wissenschaftlichen Methoden die mögliche Beeinflussung von zufälligen oder maschinengesteuerten Prozessen durch das menschliche Bewusstsein (Telekinese im weitesten Sinne, Human/Machine Anomalies). Das PEAR-Programm wurde 1979 von Robert G. Jahn gegründet.
Die Versuche waren in der Regel prinzipiell ähnlich aufgebaut und sollten durch umfangreiche Testreihen und Statistiken aufzeigen, ob solche Human/Machine Anomalies möglich sind. So sollten z. B. Testpersonen durch ihre Gedankenkraft versuchen, eine Würfelmaschine dazu zu bringen, möglichst viele Sechsen zu würfeln, oder einen mit radioaktivem Zerfall gesteuerten Zufallsgenerator dazu bringen, von der Normalverteilung abweichend überzufällig viele Einsen oder Nullen zu produzieren.
Häufige Kritik an den Experimenten umfasste fehlende wissenschaftliche Sorgfalt, fragwürdige Methodik und falsch angewandte Statistik und kategorisierte diese als Pseudowissenschaft.
Die hauptsächlichen Forschungsbereiche von PEAR waren:
- Human/Machine Anomalies
- Remote Perception (Sinneswahrnehmung über große Distanz)
- Theoretical Models (Versuch, die oben beschriebenen Vorgänge in einem Modell zu beschreiben und zu erklären)

Die Princeton University hat das PEAR im Februar 2007 geschlossen, die Forschungen sollen jedoch im Rahmen des Global Consciousness Project sowohl von der US-Firma Psyleron, Inc. als auch den International Consciousness Research Laboratories (ICRL), einer Non-Profit-Organisation nach §501(c)(3) des US-Bundesrechts weitergeführt werden.
Zentrale Experimente und Ergebnisse wurden 1999 im Buch An den Rändern des Realen allgemeinverständlich veröffentlicht.